# ميدوستاورين
ميدوستاورين هو دواء مثبط كيناز التيروسين متعدد الأهداف لا يثبط بواسطة طفرة D816V cKit، يستعمل في علاج كثرة الخلايا البدينة ومتلازمة خلل التنسج النخاعي واللوكيميا النخاعية الحادة.
حصل على ترخيص إدارة الغذاء والدواء الأمريكية ووكالة الأدوية الأوروبية سنة 2017.
وهو دواء أول في فئته.